# Claude Dourguin
Claude Dourguin, née en 1946,,, est une poétesse et écrivaine française.

## Biographie
Elle fait des études de lettres, esthétique et histoire de l’art et choisit de s’installer en province. 

## Œuvres
- L'Archipel, Solaire / Fédérop, 1984
- Villes Saintes, Solaire / Fédérop, 1988
- L'Embellie, in Qui-Vive, autour de Julien Gracq, Corti éditions, 1989
- La Lumière des villes, Champ Vallon, 1990
- Lettres de l'Avent, Champ Vallon, 1991
- Recours. Patinir, Lorrain, Segers, Champ Vallon, 1991
- La Forêt périlleuse, Champ Vallon, 1994
- Écarts, Champ Vallon, 1994
- Un royaume près de la mer, Champ Vallon, 1998
- Escales, New-York, Dublin, Naples, Champ Vallon, 2002
- Peinture, Poésie, Paysage, in Pierre Chappuis, Le Lyrisme de la réalité, La Dogana (Suisse), 2003
- Laponia, Isolato, 2008
- Les Nuits vagabondes, Isolato, 2008
- Chemins et routes, Isolato, 2010
- Ciels de traîne, éditions José Corti, En lisant en écrivant, 2011[5]
- La Peinture et le lieu, Isolato, 2012
- Journal de Bréona suivi de Notes sur la montagne, Isolato, 2014
- Parages du Nord, Isolato, 2014
- Points de feu, éditions José Corti, En lisant en écrivant, 2016
- Stendhalia : Méditations et haïkus, Isolato, 2022
- Saisons, Isolato, 2024

### Éditions / Collaborations
- L'embellie, in Qui-Vive, Autour de Julien Gracq, Corti, 1989
- Œuvres complètes de Julien Gracq, tome II, Édition avec Bernhild Boie, Bibliothèque de la Pléiade, Gallimard, 1995
- Le grand Pan n’est pas mort, in Maurice de Guérin, Le Centaure, Isolato, 2010